# Bentham (North Yorkshire)
Bentham – miasto i civil parish w Wielkiej Brytanii, w Anglii, w regionie Yorkshire and the Humber, w hrabstwie North Yorkshire, w dystrykcie (unitary authority) North Yorkshire. W 2011 roku civil parish liczyła 3027 mieszkańców. Bentham jest wspomniana w Domesday Book (1086) jako Benetain.